# Famille Gide
La famille Gide est une famille française, originaire de Lussan dans le département du Gard.

## Histoire
Lussan est le berceau de la famille Gide dont un ancêtre est recensé dès 1598 comme propriétaire d’une maison et de terres.

## Liens de filiation entre les personnalités
- Étienne Gide (1690 - 12 décembre 1772 à Lussan), peigneur de laine. Le 17 novembre 1715, il épouse Marie Anne Rey.
  - Jean Gide (17 février 1723 à Lussan - 15 août 1803 à Uzès), facturier, négociant en laine, géomètre. Le 25 juin 1749, il épouse Marie Guiraud.
    - Jean Pierre Gide (3 décembre 1754 à Lussan - 31 décembre 1826 à Lussan). En 1778, il épouse Anne Guirand. Puis le 1er novembre 1791 à Lussan, il épouse Anne Pages.
      - (2) Paul Tancrède Gide (8 avril 1800 à Lussan - 11 mai 1867 à Uzès). Le 7 mai 1831 à Nîmes, il épouse Clémence Aglaé Granier.
        - Paul Gide (15 mai 1832 à Uzès - 28 octobre 1880), professeur de droit à la faculté de Paris. Le 27 février 1863 à Rouen, il épouse Juliette Maria Rondeaux.
          - André Gide (1869-1951), écrivain français, prix Nobel de littérature. Sa compagne : Élisabeth Van Rysselberghe, fille de Maria et du peintre Théo Van Rysselberghe.
            - Catherine Gide, seul enfant d'André Gide.

        - Charles Gide (1847-1932), dirigeant historique du mouvement coopératif français, théoricien de l'économie sociale, président du mouvement du christianisme social, fondateur de l'École de Nîmes.

  - Théophile (Théodore) Étienne Gide (7 décembre 1730 à Lussan - 14 juillet 1789 à Genève), maître graveur. Le 28 mai 1758 à Genève, il épouse Adrienne Cochin.
    - Marie Gide (16 juin 1762 à Genève/Saint-Gervais - 1821), peintre sur émail, suisse.

  - Etienne Gide (1728 à Lussan - 1810 à Paris), graveur à Paris, ingénieur en Horlogerie à Genève (Suisse), négociant à Paris. Relation avec Jeanne Pernette Moilliet.
    - Théophile Etienne Gide (21 décembre 1767 à Genève - 7 janvier 1837 à Paris 2e), imprimeur libraire à Varsovie (Pologne) puis à Paris. Marié à Marguerite Gay puis en 1810 à Gabrielle Henriette Sticks.
      - (1) Théophile Étienne Gide (1792 à Varsovie en Pologne - 9 octobre 1850 à Paris), propriétaire à Paris. Le 25 juin 1825 à Paris 1er, il épouse Hortense Elisabeth Rivay.
        - Théophile Gide (1822-1890), peintre.

      - (2) Casimir Gide (1804-1868), compositeur et libraire.

## Propriétés
La famille Gide était propriétaire des deux châteaux de Lussan : le château du Bourg et le château de Fan.
Le château de Fan est acquis par Théophile Gide en 1795. Il reste dans la famille jusqu’en 1920, date de son acquisition par la municipalité.